# 江寒汀
江寒汀（1904年—1963年），原名荻，號寒汀居士，又名庚元、石溪、上漁、寒艇，中國畫家。江蘇常熟虞山鎮人。曾任教於上海美術專科學校。

## 生平
16歲從同鄉陶松溪學習花鳥畫，28歲開始賣畫為生。中年寓居上海，任教上海美術專科學校。
1960年，為上海中國畫院首批畫師。因縱觀宋、元名蹟，悟其謹嚴，放縱之情，對雙鉤填彩，沒骨寫生，均所擅長，尤其描繪各種禽鳥。家中亦養許多鳥獸，供寫生之用。
1963年2月6日在上海逝世，終年60歲。

## 作品風格
風格近清代華岩一路，筆墨老到，色彩明麗，形象生動，構圖穩健，對虛谷、任頤的畫風深有研究，偶爾仿製，幾可亂真，有"江虛谷 "之稱。

## 著作
傳世作品有《杜鵲鸚鵡》、《白鷹》，有20餘丈長卷《百鳥圖》。
- 1960年應周恩來總理邀請為人民大會堂繪製巨幅《紅梅圖》等。
- 1983年上海人民美術出版社出版《江寒汀百鳥圖》。
- 1992年古吳軒出版社出版《當代名畫家江寒汀》、北京榮寶齋出版《花鳥畫名家江寒灑畫冊》，
- 1995年上海人民美術出版社出版《江寒汀百卉冊》。